# ワインガプ

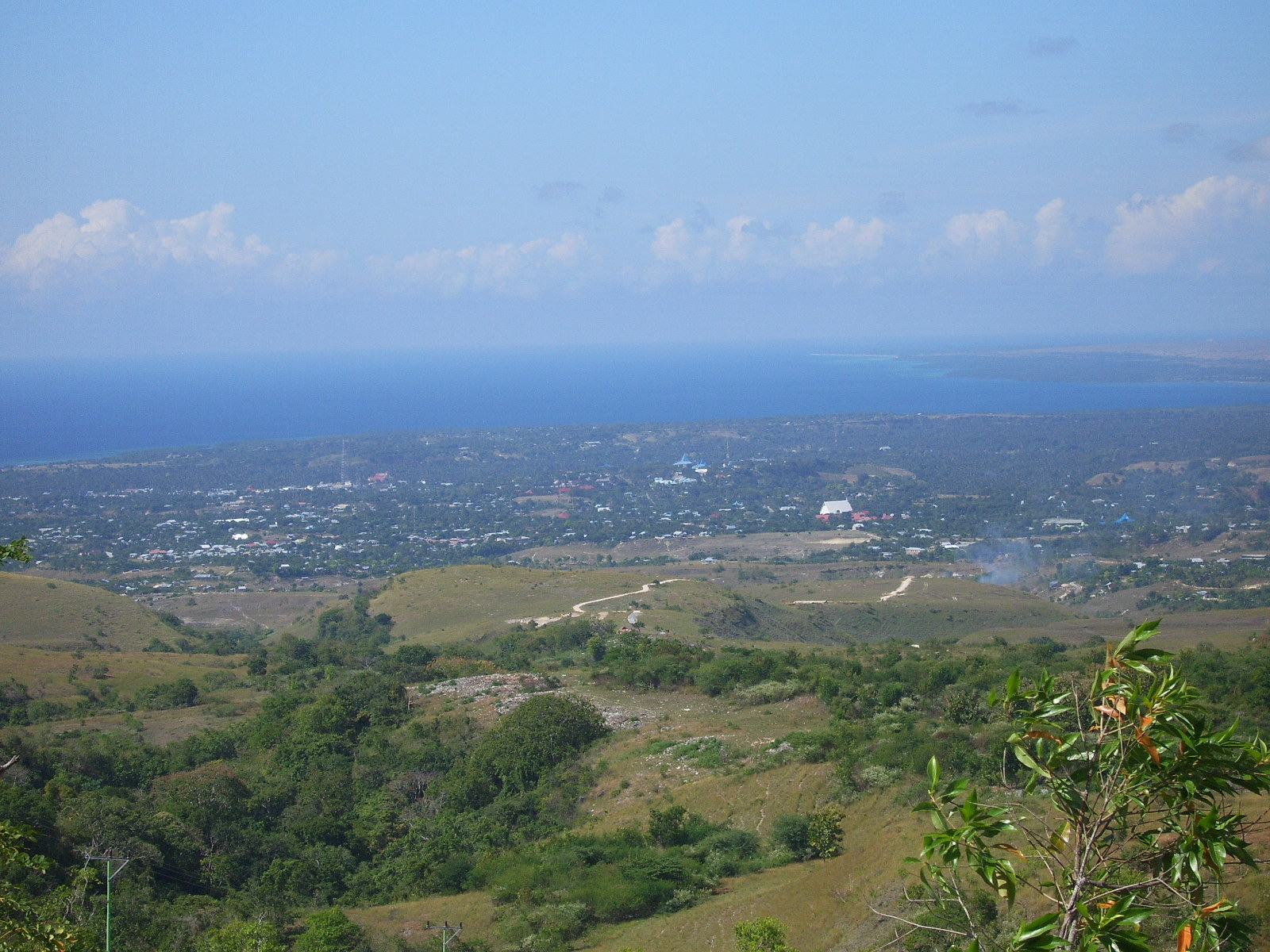
ワインガプの眺望

ワインガプ（インドネシア語: Waingapu）は、東ヌサ・トゥンガラ州、スンバ島で最も大きい町で、スンバ県都である。マタハウ空港（IATA:WGP）がある。また、フェリーによって近隣の島と結ばれている。地域人口は約52,755人。